# St. Maria in der Kupfergasse

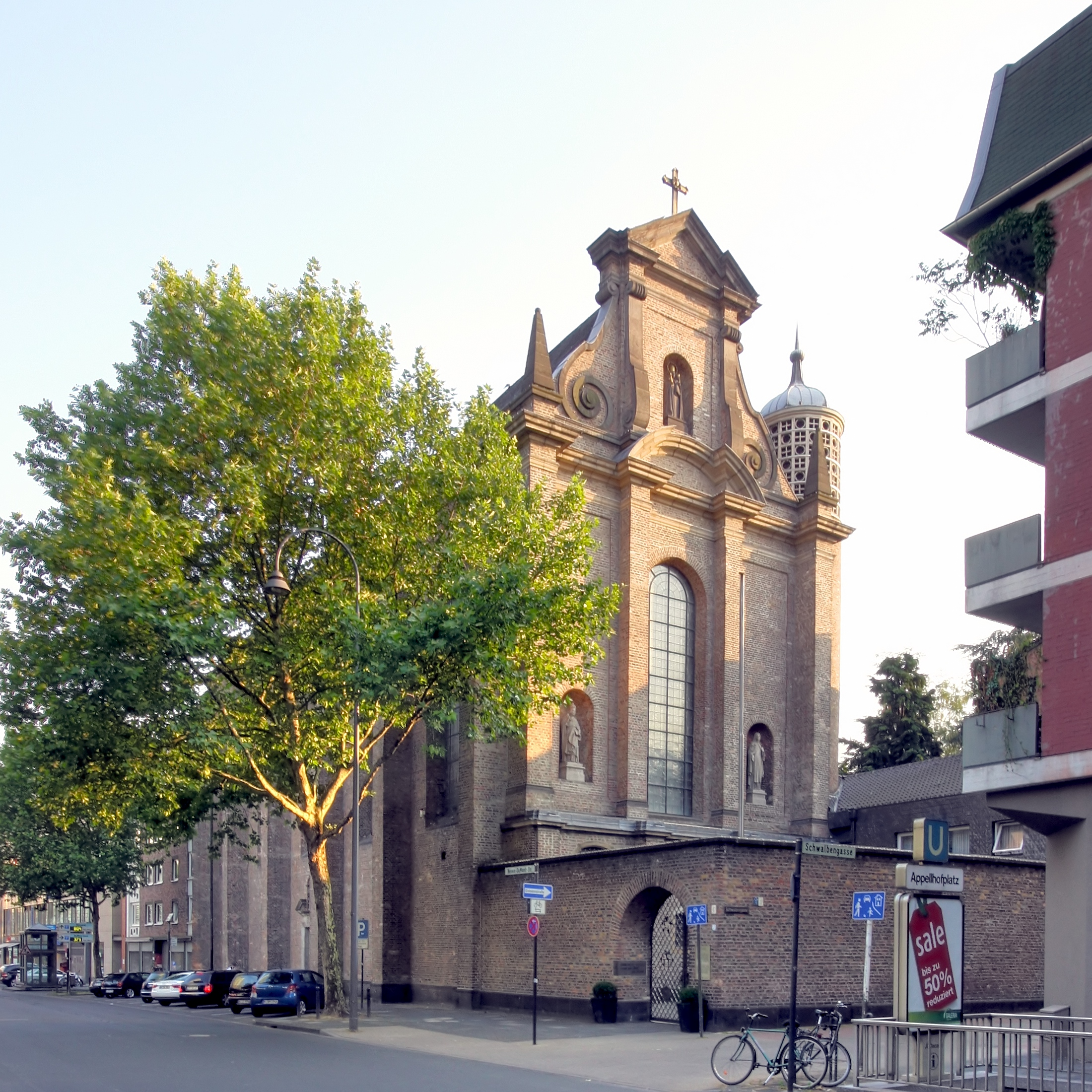
Nordseite von St. Maria in der Kupfergasse

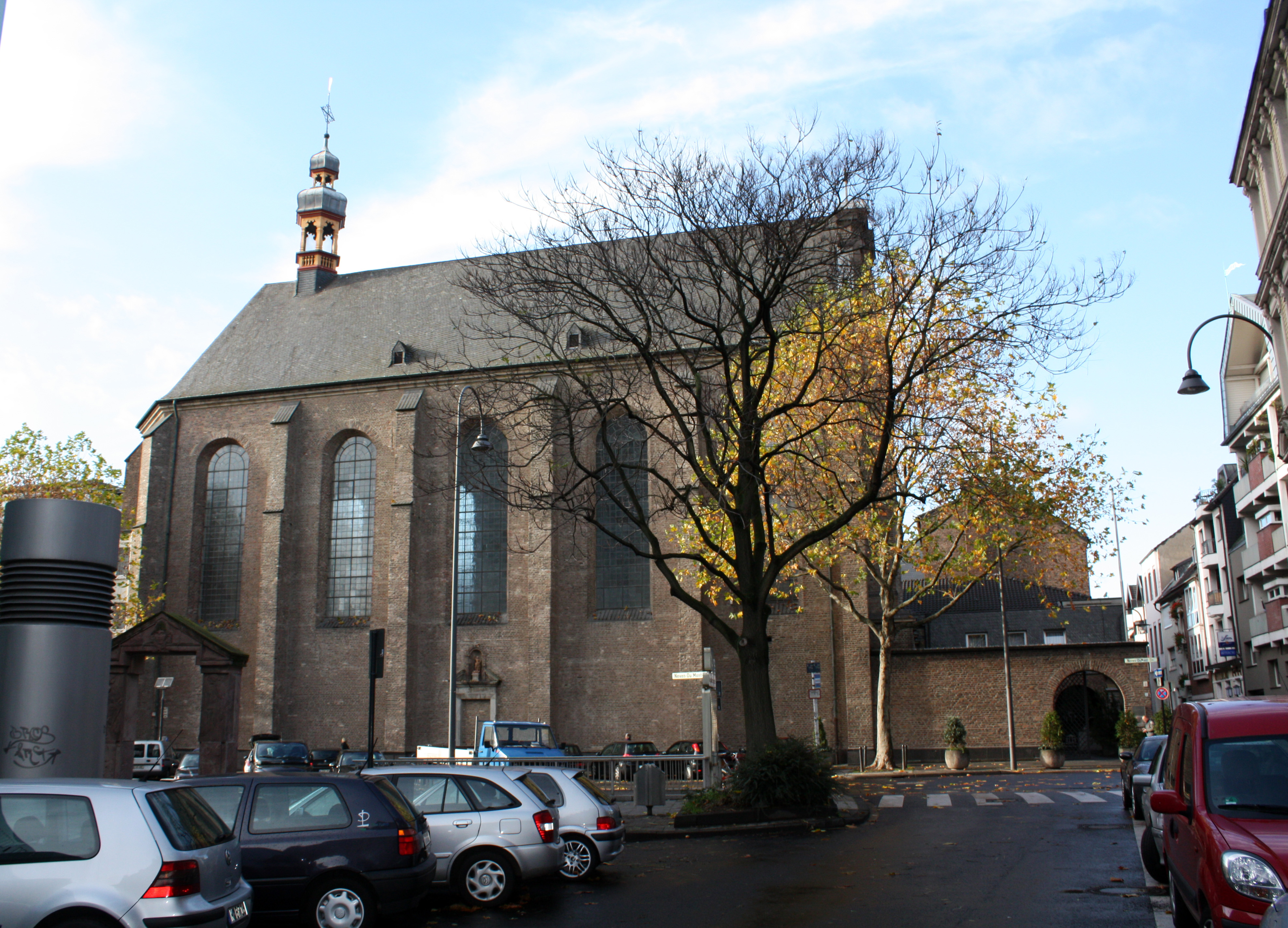
Ostseite von St. Maria in der Kupfergasse

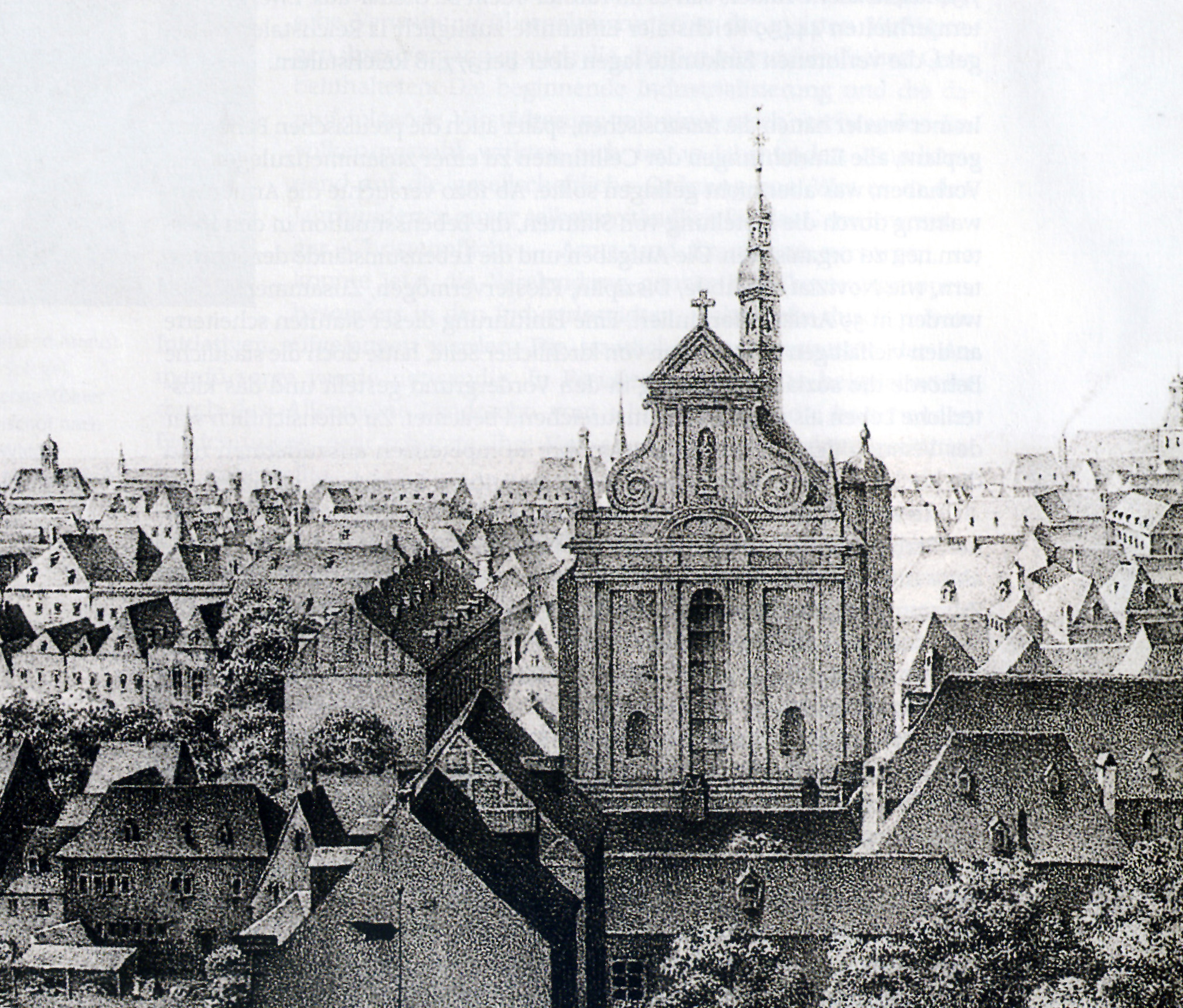
St. Maria in der Kupfergasse um 1830

Die 1715 erbaute römisch-katholische Kirche St. Maria in der Kupfergasse befindet sich in der Kölner Innenstadt an der Neven-DuMont-Straße, Ecke Schwalbengasse. Sie ist eines der wenigen barocken Kirchengebäude der Stadt Köln. Die Kirche umschließt seit ihrer Weihe im Jahr 1715 die in ihrem Inneren zwischen 1673 und 1675 errichtete Laurentinische oder Loretokapelle, in der seit dieser Zeit ein Gnadenbild der Schwarzen Muttergottes verehrt wird.

## Geschichte

### Klostergründung
Am Anfang des 17. Jahrhunderts kam es aufgrund konfessioneller Gegensätze in der niederländischen Bevölkerung zu gewalttätigen Ausschreitungen. Dies veranlasste viele Katholiken, ihre Heimat zu verlassen. Viele der Betroffenen suchten in der nicht weit entfernten katholischen Reichsstadt Köln Zuflucht.
So flohen auch erste Ordensleute aus dieser Region nach Köln. Brüder des Ordens der Unbeschuhten Karmeliten kamen bereits um das Jahr 1614 nach Köln. Sie errichteten auf dem Hofgelände „zum Dau“ in der südlichen Kölner Vorstadt zwischen 1620 und 1628 ein Kloster und eine den Heiligen Josef und Theresia geweihte Kirche.
Den Ordensbrüdern folgten in den 1630er-Jahren auch die aus Herzogenbusch im niederländischen Nordbrabant kommenden Nonnen der Unbeschuhten Karmelitinnen nach Köln und ließen sich auf dem vormals von Protestanten bewirtschafteten an der Ecke Lang-, Schwalben- und Kupfergasse gelegenen „Neuenahrer Hof“ nieder.

### Kloster und Kapelle

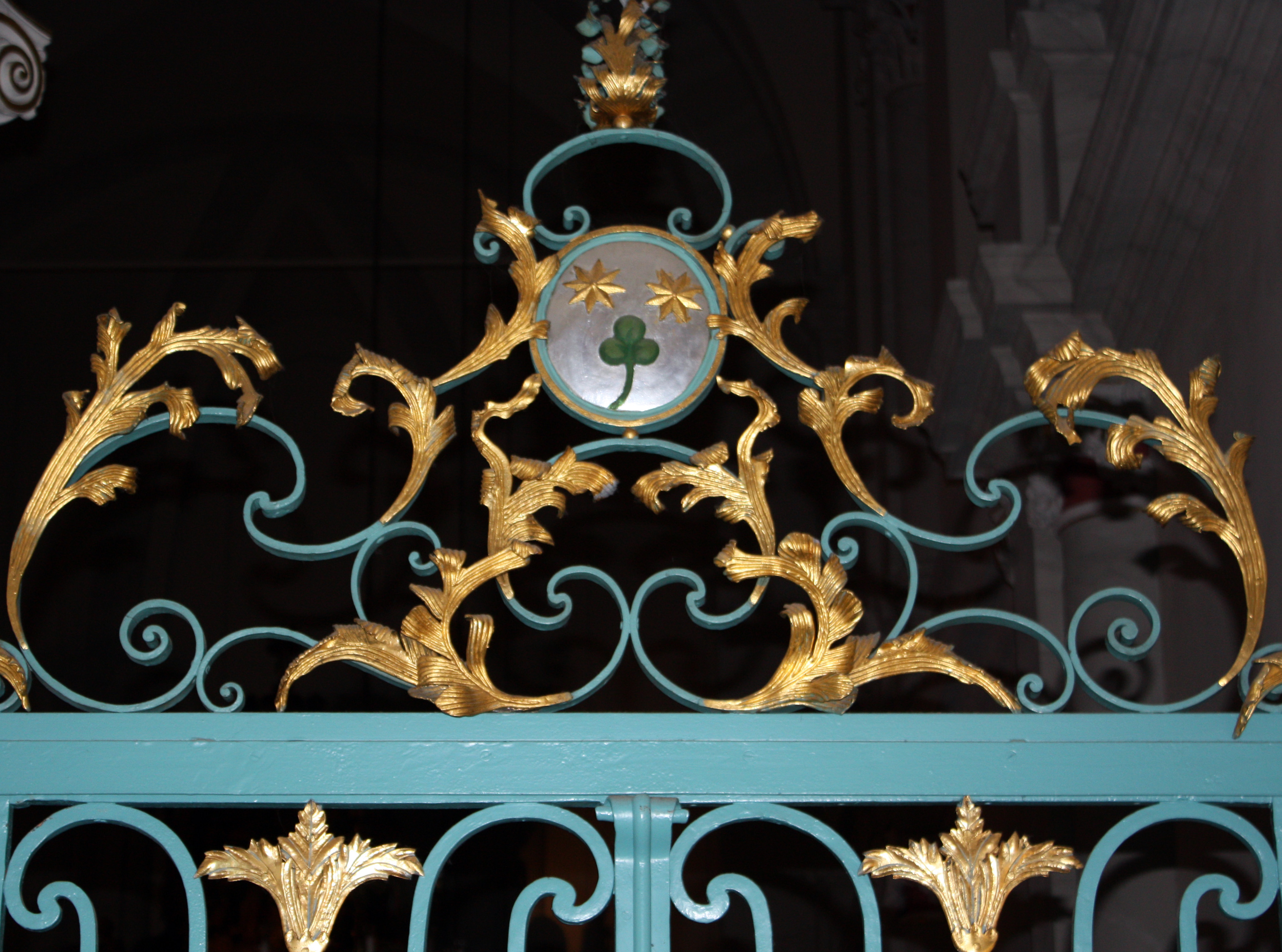
Innenraum, Wappen von Groote

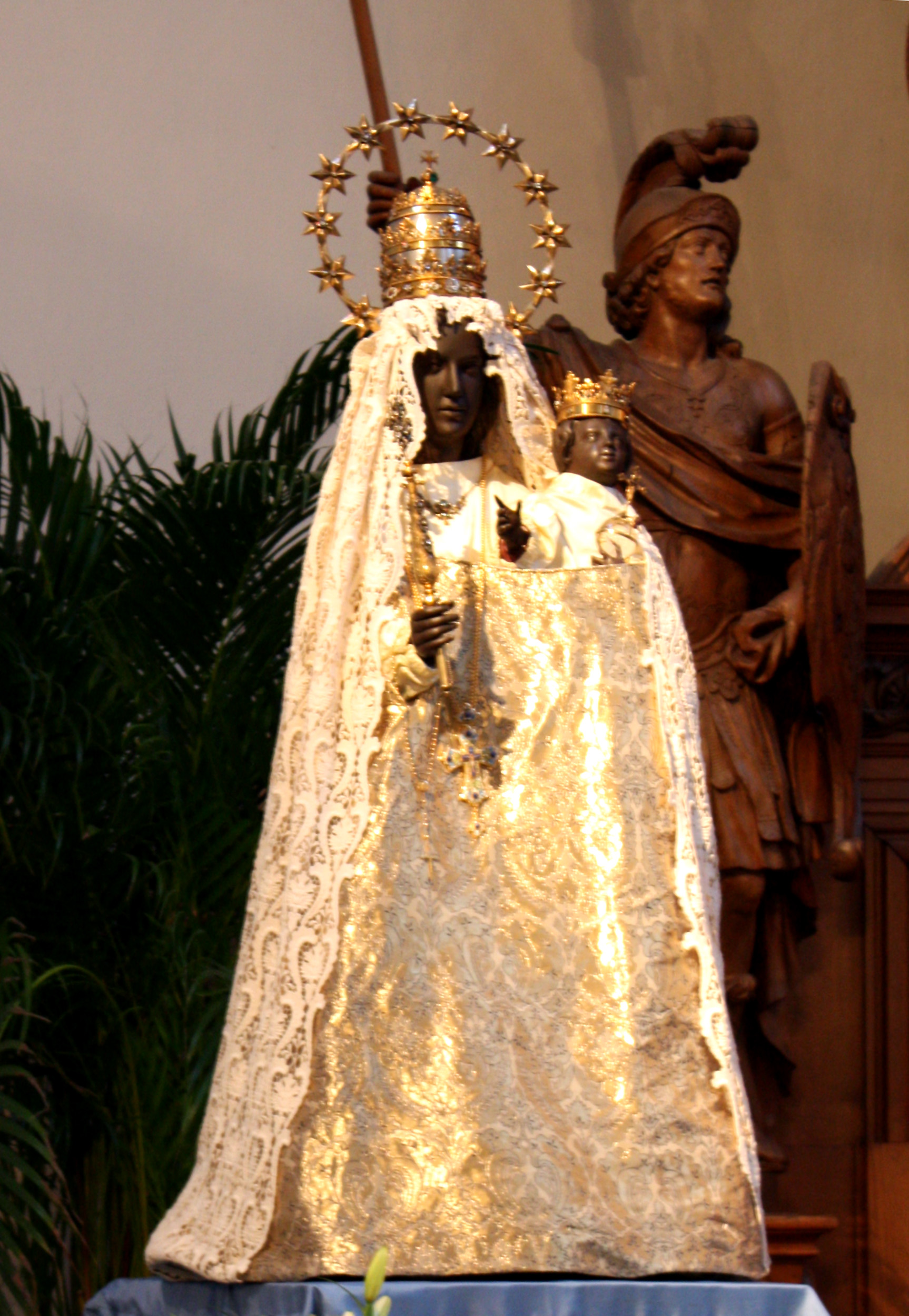
Schwarze Muttergottes, 17. Jahrhundert

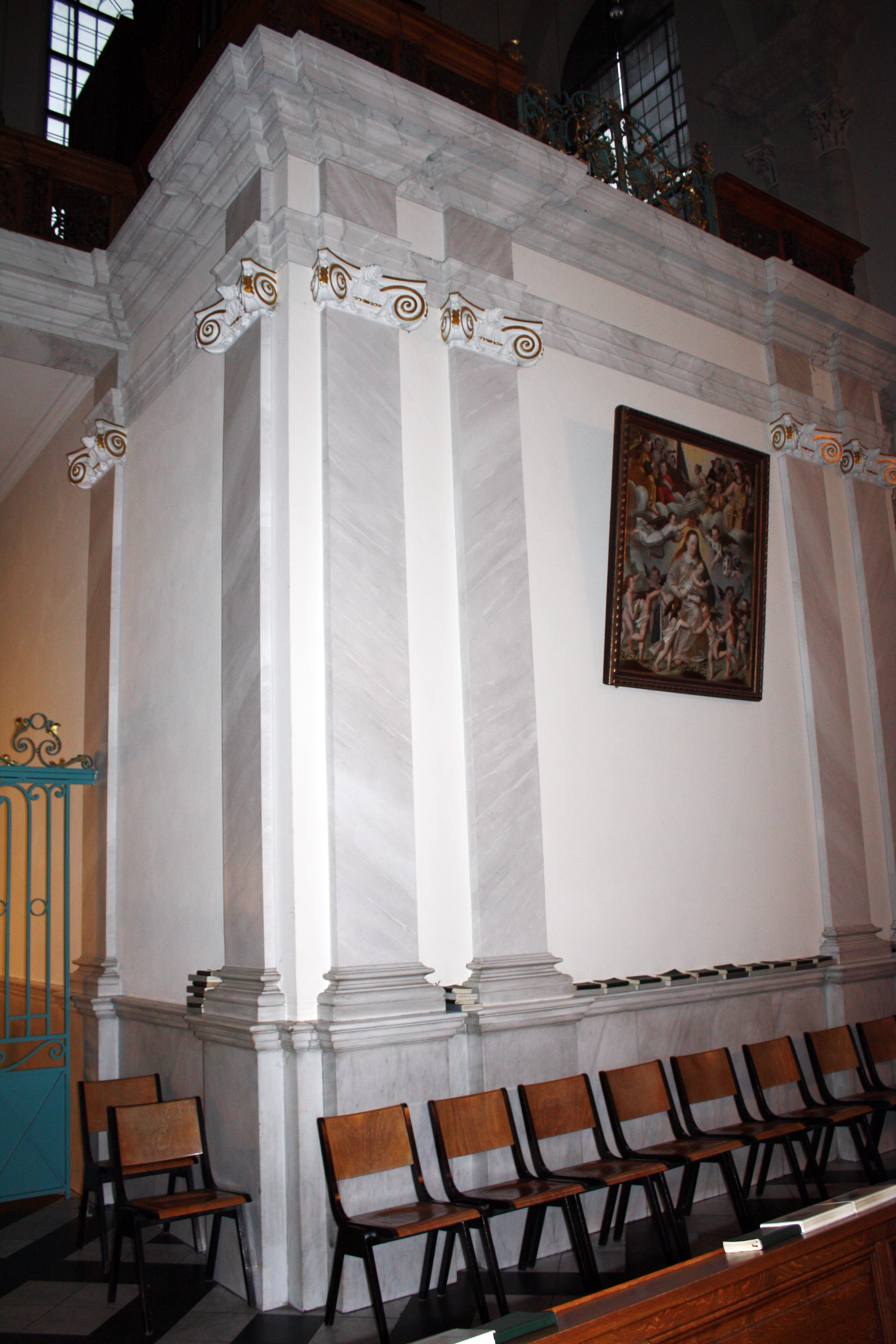
Kapelle, Südwestseite

In den Folgejahren gelang es den Karmelitinnen, unterstützt durch Privilegien und Schenkungen, den alten Neuenahrer Hof in eine Klosteranlage umzuwandeln. Unmittelbar an den Klostergebäuden ließen die Schwestern neben einem kleinen Oratorium auf Veranlassung des Ratsherren und späteren Bürgermeisters Johann Jakob Wissius eine Kapelle errichten. Diese wurde nach dem Vorbild der Casa santa im italienischen Loreto gestaltet.
Der durch die Stiftung eines Kölner Bürgers (ein späterer namhafter Stifter ist die Familie von Groote, deren Kölner Wappen die geschmiedeten Gitter neben und in der Laurentinischen Kapelle heute noch zieren) ermöglichte Kapellenbau war von den Ordensschwestern mit einem Gnadenbild, einer aus Lindenholz geschnitzten Figur der Muttergottes, ausgestattet worden. Wahrscheinlich handelte es sich dabei um das Werk eines niederländischen Meisters um 1630. Die Kapelle wurde zum Fest Mariä Geburt am 8. September 1675 konsekriert.
In dieser Zeit mit einer auch in Köln besonders stark ausgeprägten Marienverehrung fanden häufig Wallfahrten und Prozessionen zu Orten statt, denen wundertätige Kräfte nachgesagt wurden. Dies betraf auch das Gnadenbild der Kalker Kapelle oder das Marienbild des Karmels St. Maria vom Frieden.
Die Klosterkapelle an der Kupfergasse mit ihrem Gnadenbild gelangte innerhalb kurzer Zeit für den Orden und die Stadt zu hoher Bedeutung. Auch sie entwickelte sich zu einem überregional bekannten Ziel frommer Wallfahrten. Die Pilger schmückten die „Mutter der Barmherzigkeit“, wie man das Gnadenbild auch nannte, mit Schmuckstücken und unzähligen dargebrachten Opferkerzen, sodass das Abbild der Mutter Jesu im Laufe der Jahre eine dunkle Tönung erhielt. Die stetig steigende Besucherzahl verhalf dem Kloster durch zahlreiche Messstiftungen zu einem soliden Wohlstand, sodass der Bau eines größeren Gotteshauses erwogen wurde. Erste Baumaßnahmen begannen jedoch erst 1705. Der Plan, der den Erhalt der Kapelle unter Einschluss in einer neuerbauten Kirche vorsah, erhielt erst durch die wohlwollende Einflussnahme der Kaiserin Wilhelmine Amalie die Baugenehmigung. Nachdem zusätzlich das südlich angrenzende „von Aussemsche Grundstück“ an der Langgasse erworben worden war, begannen unter der Aufsicht des Bauleiters Flostorf die Arbeiten, die zehn Jahre andauern sollten. Die bereits im Jahr 1709 gestifteten Glasarbeiten lassen den Rückschluss auf einen schon weit fortgeschrittenen Bau zu.

### Laurentinische Kapelle und Schwarze Madonna

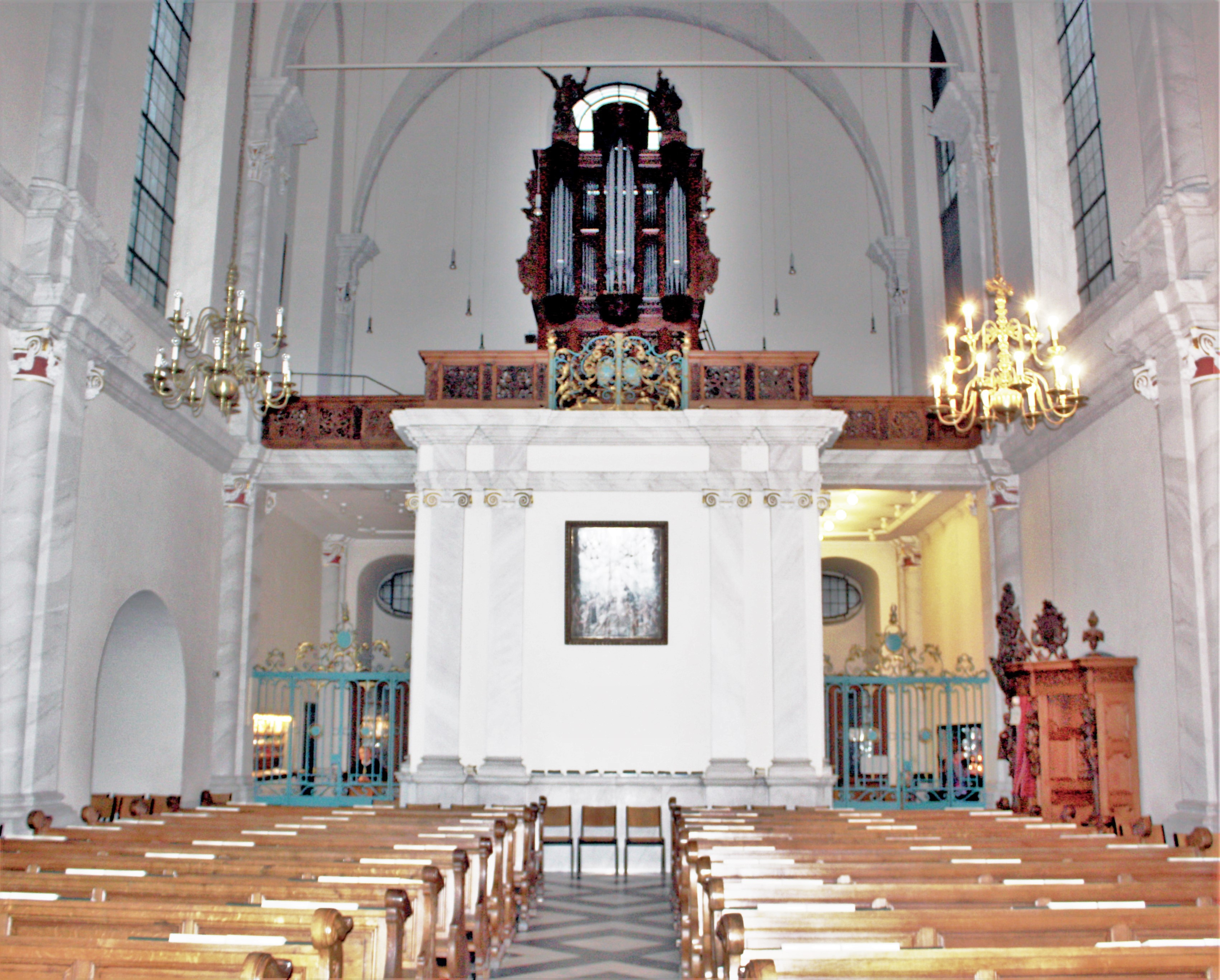
Die Casa santa im Kirchengebäude

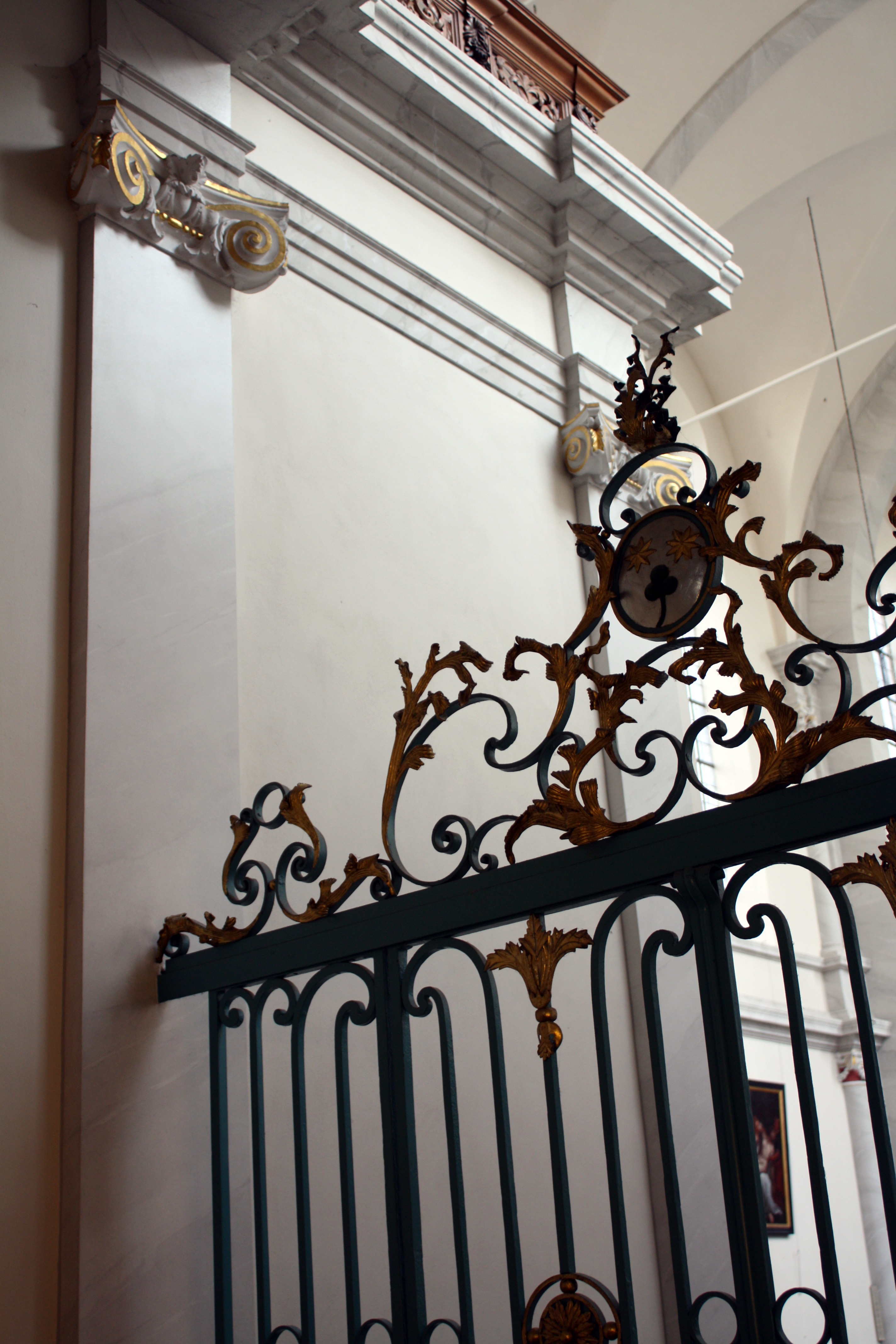
Kapellenwestwand

Die „Gnadenkapelle“ lag und liegt als eigenständiger Einbau zwischen den zwei Eingängen der nachträglich um sie herum erbauten Hauptkirche. Sie stellt eine verkleinerte Nachbildung des „heiligen Hauses“ von Loreto dar. Die Außenwände des kleinen tonnengewölbten Bauwerks hatten an der Südseite eine aufwändige geschnitzte Holzverkleidung. Zugeordnet werden die Schnitzarbeiten Johann Franz van Helmont und dessen Schüler Johann von Rick. Zwischen den jeweils vier ionischen Pilastern der drei freien Außenseiten befanden sich geschnitzte Reliefs.
Die Wandflächen blieben nach den Kriegszerstörungen ohne Täfelungen. Lediglich die Schmalwand, die ehemals auch das von schwebenden Engeln gehaltene Wappen der Reichsgräfin Anna Bernhardine von Limburg-Stirum (1696–1723), der Stifterin der Schnitzereien, zeigte, trägt heute als Schmuck ein Bildmotiv der Marienverehrung. Das Dach der mittig von der Nordwand in das Kirchenschiff ragenden Kapelle dient heute als Orgelempore. Die mit einer kleinen Anzahl von Gebetsbänken versehene Kapelle ist in ihrem letzten Drittel ebenfalls wie die seitlichen Zugänge in das Mittelschiff der Kirche mit einem schmiedeeisernen Gitter im Stil des Rokoko separiert. Dahinter ist, bis auf wenige ausnehmende Anlässe, das Gnadenbild der Marienkirche, die Schwarze Muttergottes, aufgestellt.
Die Schwarze Muttergottes in der Kupfergasse gehört zu den bedeutendsten Gebetsstätten im Erzbistum Köln und ist nach einer Studie eine von insgesamt 270 Schwarzen Madonnen im europäischen Raum. In der Zeit vor der Corona-Pandemie wurden dort jede Woche etwa 5000 Opferkerzen aufgestellt, verbunden mit zahlreichen Bitten um Hilfe in den verschiedensten Situationen. Aus Dankbarkeit wurde die Schwarze Madonna im Laufe der Zeit mit Schmuck geradezu überladen.
Traditionell besucht auch das Kölner Dreigestirn am Karnevalssonntag die Heiligenfigur, um eine mit Karnevalsmotiven verzierte Kerze anzuzünden und um gutes Wetter und einen erfolgreichen Ablauf des Rosenmontagszugs zu bitten.
Eine besondere Art der Verehrung erfuhr die Schwarze Muttergottes durch den Kölner Krätzchensänger, Komponist und Textdichter Ludwig Sebus. Er widmete ihr das von ihm komponierte und getextete Lied mit dem Titel Bei d’r schwazze Madonna en d’r Kofferjass.
Das Lindenholz, aus dem die Madonna gefertigt ist, hatte ursprünglich eine weiß-gelbliche bis hellbräunliche Farbe, ist jedoch vermutlich vom Ruß der vielen Opferkerzen immer mehr geschwärzt worden.
1630 kam die Heiligenfigur mit den flämischen Unbeschuhten Karmeliterinnen nach Köln. 1675 wurde ihr zu Ehren die Loretokapelle gebaut, die seit Beginn des 18. Jahrhunderts von einem barocken Kirchenbau umgeben ist.
Am 8. Dezember 1675 ließ Kurfürst Maximilian Heinrich das Bild der Gottesmutter durch seinen Generalvikar Außemius mit einer kostbaren goldenen Kette schmücken. Bis zum Ende des 18. Jahrhunderts hing neben der Schwarzen Madonna eine doppelherzförmige Lampe mit den entsprechenden Organen eines Fürstenpaares, das zum Katholizismus konvertierte. Nach der Säkularisierung durch die Franzosen ging die Lampe verloren.
Am 7. Juni 1925 krönte Kardinal Karl Joseph Schulte das Gnadenbild mit einer Miniatur der Papstkrone Papst Pius XI., die dieser der Schwarzen Mutter Gottes geschenkt hatte. Bis heute trägt Maria als Mutter der Barmherzigkeit diese dreifache Krone unter einem Kranz von zwölf Sternen.
Den Zweiten Weltkrieg überstanden nur das Sanctissimum und das Gnadenbild, während die Kirche und alle zur Pfarre gehörenden Gebäude mitsamt dem ganzen Inventar ausbrannten.
In der Woche um den 8. September, den Weihetag der Kapelle und der Kirche, wird traditionell das Gnadenbild in einer Lichterprozession durch die Straßen getragen.

### Kirche St. Josef
Exakt 40 Jahre nach der Weihe der Kapelle wurde am 8. September 1715 die neue, zu Ehren des heiligen Josef errichtete Klosterkirche zusammen mit ihrem neuen Hochaltar feierlich durch den Kölner Kurfürsten und Erzbischof Joseph Clemens geweiht. Sie ist Kölns erste Backsteinkirche. Mit ihrem Baustil in Niederländischem Barock erinnerte die Kirche an die Heimat der Karmelitinnen. Im 17. bzw. 18. Jahrhundert traten in den hiesigen Konvent die Wittelsbacher Prinzessinnen Amalia Maria Therese von Pfalz-Sulzbach (1651–1721) und Maria Anna Amalia Auguste von Pfalz-Sulzbach (1693–1762) ein. Erstere wurde wegen ihrer Armut im Volksmund „die Bettlerin von St. Joseph“ genannt, letztere amtierte lange Jahre als Priorin. Der Bruder bzw. Neffe der beiden Karmelitinnen Joseph Karl von Pfalz-Sulzbach († 1729), damals präsumtiver Thronerbe in der Kurpfalz, ließ in seinem Todesjahr, nach dem Vorbild des Kölner Klosters, in Oggersheim bei Mannheim eine Loretokapelle mit Gnadenbild der schwarzen Madonna errichten, die noch existiert und später zur Wallfahrtskirche Mariä Himmelfahrt erweitert wurde.
1798 mussten die Karmelitinnen erneut fliehen. Das Kloster war durch die französischen Besatzer aufgehoben worden, und die Gebäude gingen in städtischen Besitz über. Die Klosterkirche wurde als eine von wenigen Sakralbauten nicht abgerissen, sondern 1802 zur Pfarrkirche erhoben. Der 1865 als Pfarrer in der Kupfergasse tätige Friedrich Ludger Kleinheidt wurde 1893 zum Kölner Domdechanten ernannt.

### Pfarrkirche St. Maria in der Kupfergasse

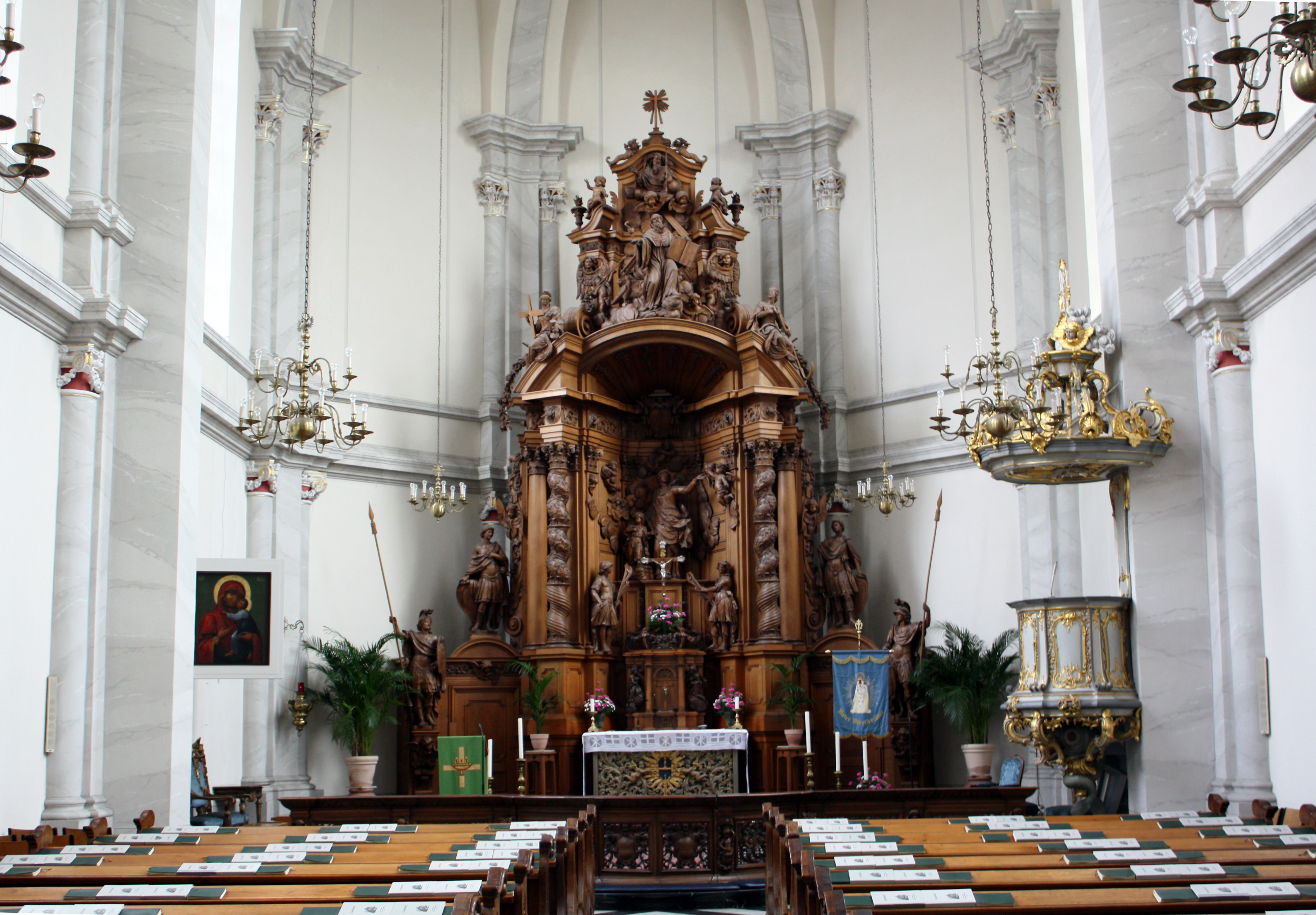
Hauptaltar

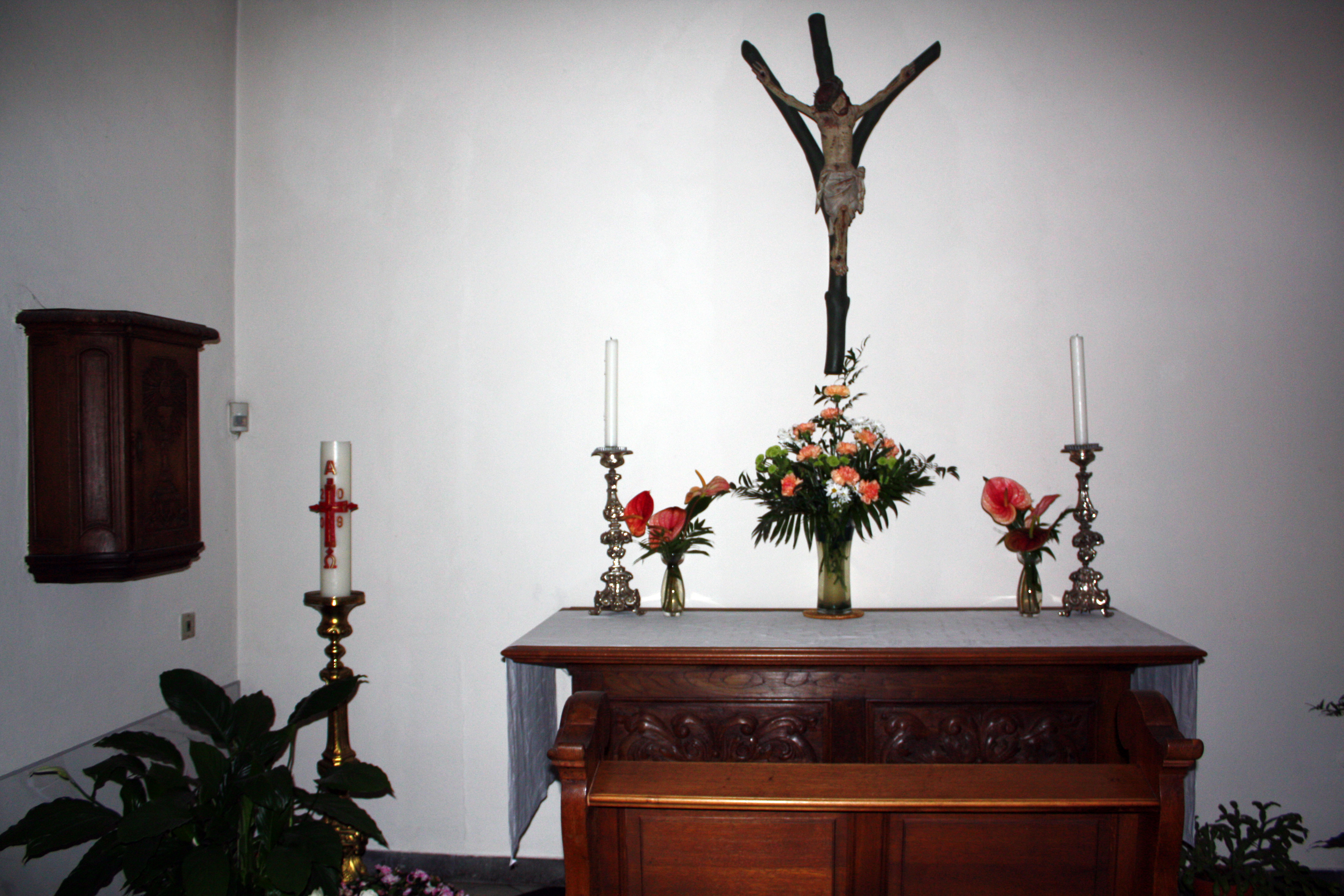
Gabelkreuz, Seitenschiff

Die Pfarrkirche trug nun das Patrozinium Maria Himmelfahrt. 1873 wurde sie an ihrer Westseite unter Einbeziehung der alten Sakristei um ein niederes Seitenschiff erweitert. Die neue Sakristei schloss sich nun dem Chor an. Zur gleichen Zeit wurden äußere und innere Instandsetzungen durchgeführt, die sich im Jahr 1939 wiederholten. Im Zweiten Weltkrieg wurde die Kirche wiederholt von Bomben getroffen und brannte 1944 völlig aus. Ihre bis dahin noch erhaltene aufwendig gestaltete Nordfassade wurde noch im letzten Kriegsjahr stark beschädigt.
Der Wiederaufbau der Kirche begann 1952 unter dem Kölner Architekten Karl Band. Das Kirchenschiff erhielt eine vorläufige Flachdecke und die Nordfassade einen schlichten Rundgiebel. In den Jahren 1962 bis 1964 erfolgten dann die Arbeiten der originalgetreuen Rekonstruktion der Nordfassade und des Dachreiters mit Zwiebelhaube und Laterne sowie der erneuten Einwölbung der Kirche. Lediglich der ältere Treppenturm (wahrscheinlich ehemals zum Neuenahrer Hof gehörend), von dem rechts die Nordfassade flankiert wird, wich in seiner Gestaltung vom Original ab. Er erhielt eine modern gestaltete Glockenstube als Aufbau. Die in den Jahren 1979/80 durchgeführte Ausmalung der Kirche verwandte nur die Farben Weiß, Gelb und Gold. Noch nuanciertere Farben wurden bei den Sanierungsarbeiten im Jahr 2001 benutzt. Zu den dominierenden Farben Weiß, Hellgelb und glänzendes Gold kam ein sparsam verwendetes Rot. Mit diesem Rot sind die marmorfarbig gehaltenen Pilaster unterhalb der in Gold abgesetzten Kapitelle bandartig umfasst. Sie heben sich dezent von den weißgetünchten Wänden ab. Die Helligkeit des Raumes durch die Farbgestaltung wird durch das einfallende Licht der hohen neutral verglasten Rundbogenfenster noch verstärkt.

### Heutige Zuordnung
Die Pfarrgemeinde von St. Maria in der Kupfergasse bildet zusammen mit fünf weiteren ehemaligen Innenstadtpfarreien St. Andreas, St. Aposteln, St. Kolumba, St. Petrus (Dompfarre) und Groß St. Martin seit dem 1. Januar 2010 die neue Pfarrei St. Aposteln.

## Baubeschreibung

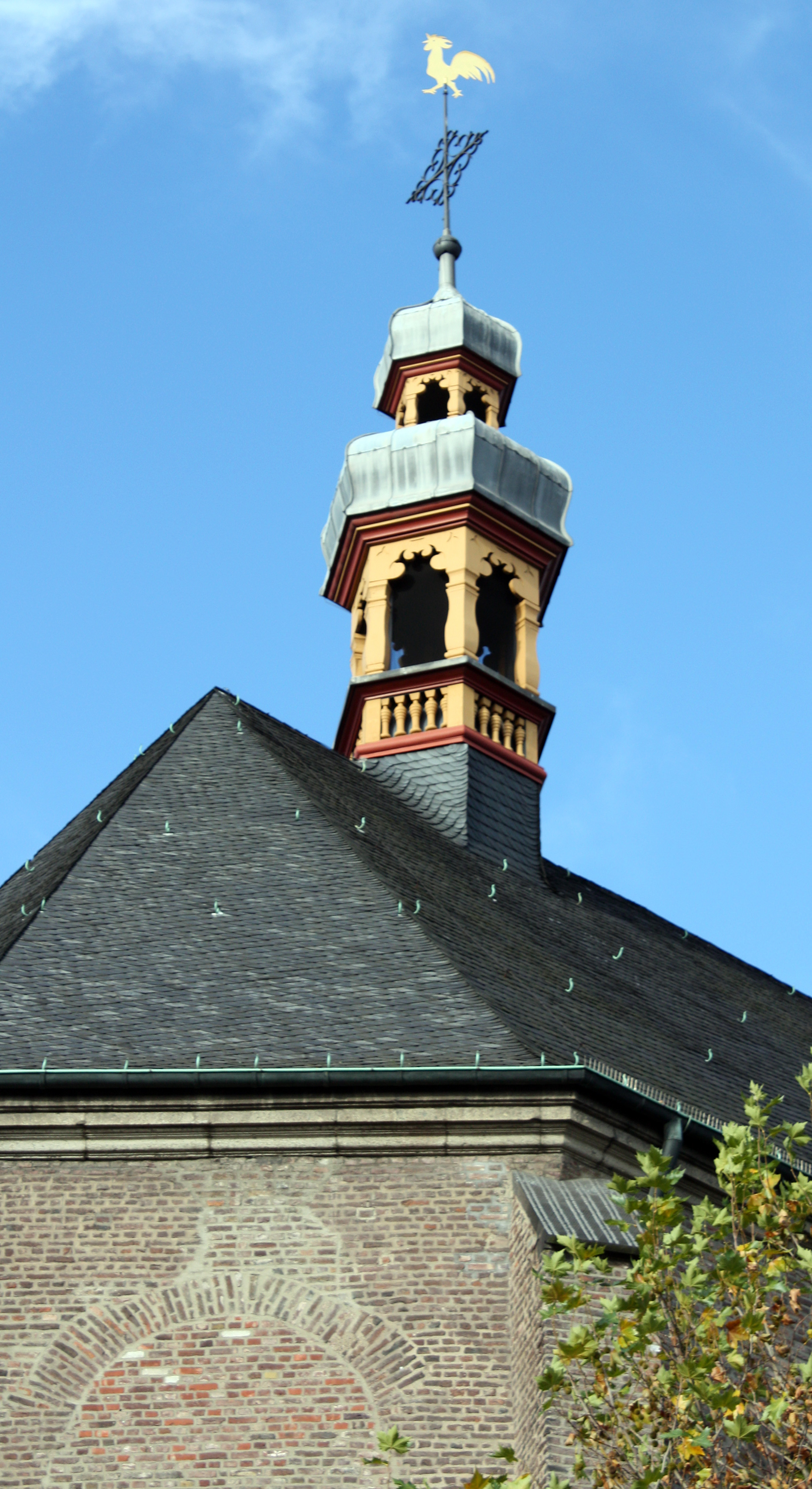
Satteldach und Reiter

Grundriss

### Kirchengebäude
Die parallel zu der in Nord-Süd-Richtung verlaufenden Neven-Dumont-Straße erbaute Pfarrkirche ist seit ihrer Errichtung von dichter Bebauung umschlossen. So wich das Kirchengebäude von der allgemein üblichen Bauausrichtung ab und orientiert sich mit seinem Chor nach Süden. Der Westseite schließt sich das Pfarrhaus und das nach wie vor von den Cellitinnen bewirtschaftete Gelände an. An der Südseite setzt sich unmittelbar eine geschlossene Bebauung der Straße fort. Nur die Nord- und Ostseite der Kirche liegen frei.
Das im Lichten 37,20 m lange und 17,30 m breite Bauwerk ist in einfachem rotbraunem Ziegelmauerwerk errichtet, von dem sich die aus Tuff- und Kalkstein gestalteten Gesimse und ornamentalen Verzierungen abheben. Die schlichten Chor- und die Langseiten sind zwischen den etwas unter dem Satteldach endenden Strebepfeilern mit hohen Rundbogenfenstern ausgestattet. Mittig in der Wand der Ostseite befindet sich ein barockes, jedoch vermauertes, ehemaliges Seitenportal.
Aus einem kleinen ummauerten Vorhof ragt die aufwendiger gestaltete Nordfassade auf. Dort an der Ecke der Schwalbengasse gelangt man über den mit einem Brunnen verzierten Hof in die Kirche. Diese zeigt hier durch die Kombination aus verwendetem Material und seiner Gestaltung am deutlichsten den niederländischen Einfluss damaliger Architektur. Gegliedert ist die Front durch vier Strebepfeiler, die von zwei durchlaufenden Gesimsen unterteilt werden. Zwischen den Pfeilern befinden sich zwei von ionischen Säulen flankierte Portale, die stichbogig überdacht sind.
Oberhalb des unteren Gesimses befindet sich zwischen den mittleren Strebepfeilern ein bis zum oberen Gesims reichendes Rundbogenfenster. Zu beiden Seiten des Fensters stehen in eingelassenen rundbogigen Wandnischen Skulpturen der hll. Ursula (ehemals die Figur des hl. Josef) und Teresa, der Schutzpatrone der Karmelitinnen.
Der Giebel mit seitlichen und vorderen Voluten aus Haustein über dem Hauptgesims wird durch eine Spitzverdachung gekrönt. Die äußeren Strebepfeiler enden etwas unterhalb des Giebeldaches mit aufgesetzten Pyramiden. Im mittleren Giebelfeld über dem Stichbogendach des oberen Gesimses steht als abschließender Fassadenschmuck in einer Nische eine Muttergottes mit ihrem Kind.

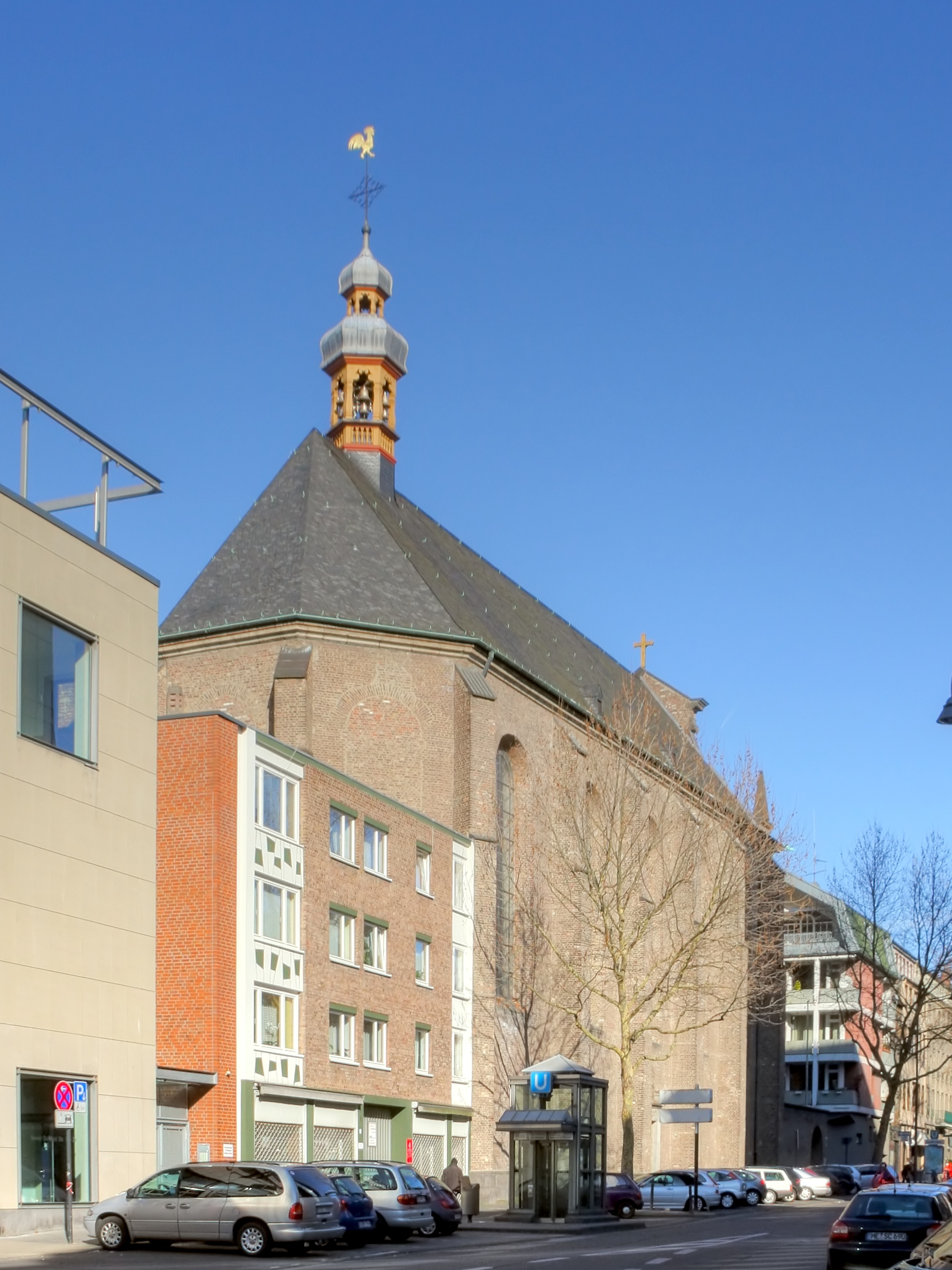
Süd- und Ostseite
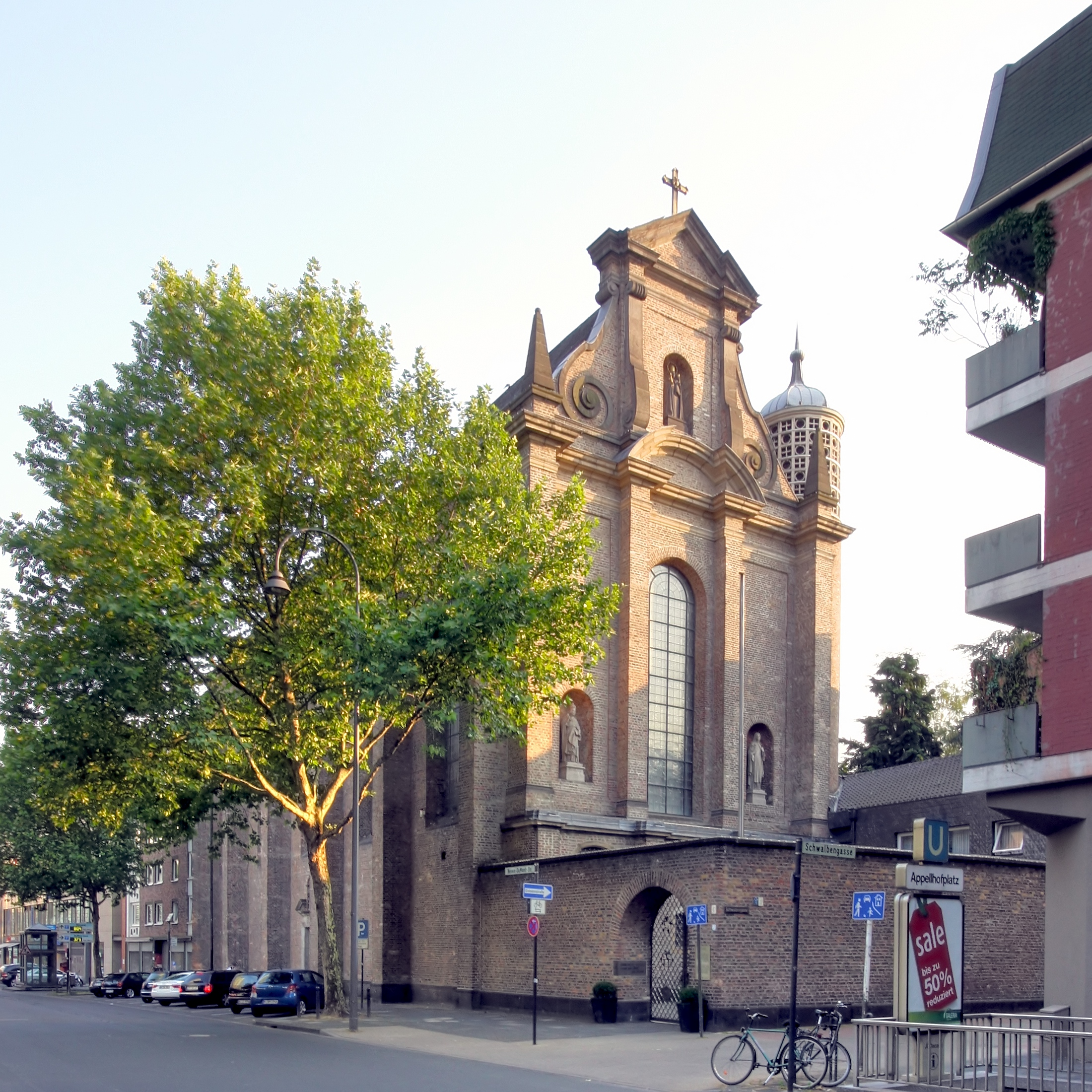
Nordseite
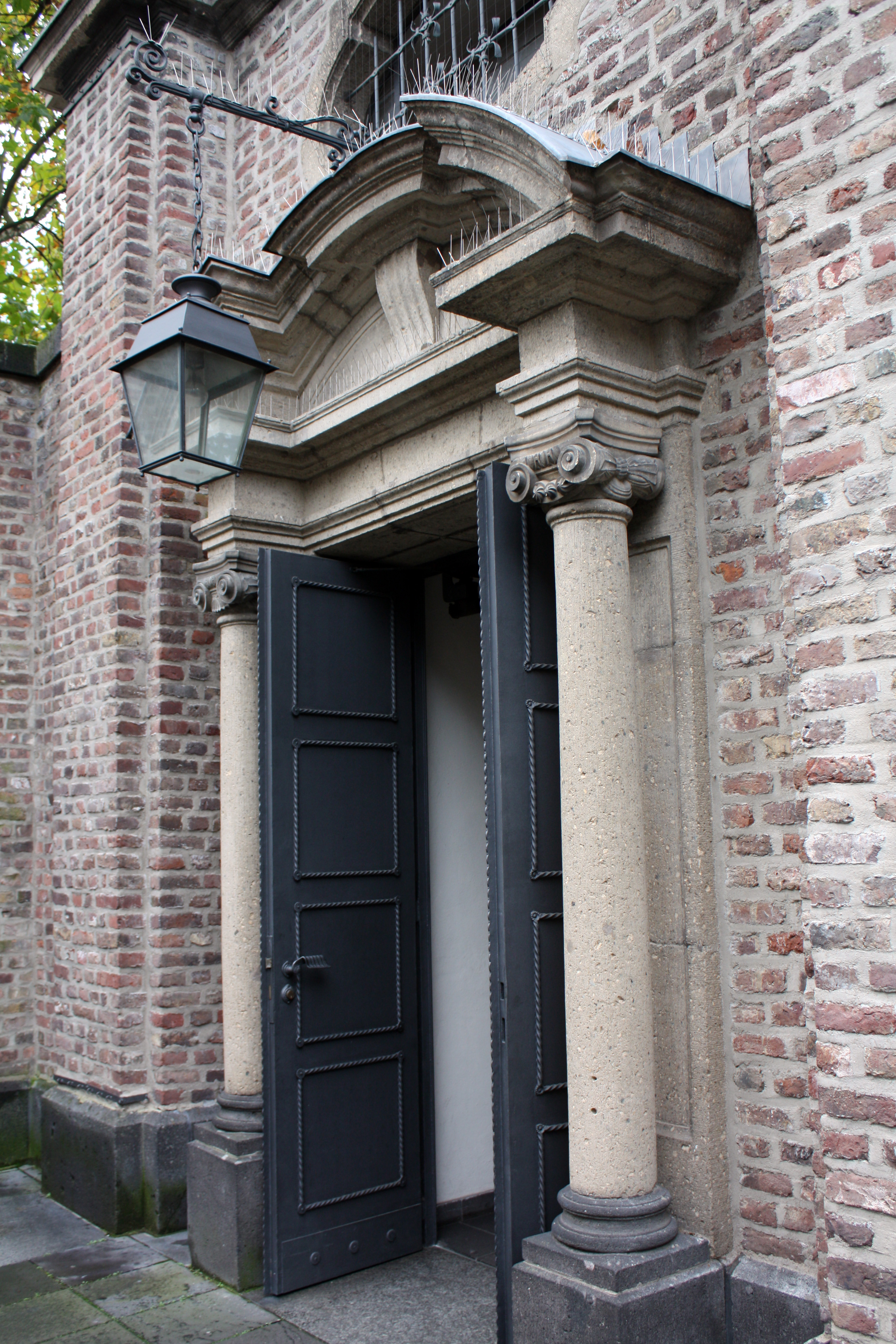
Portal links
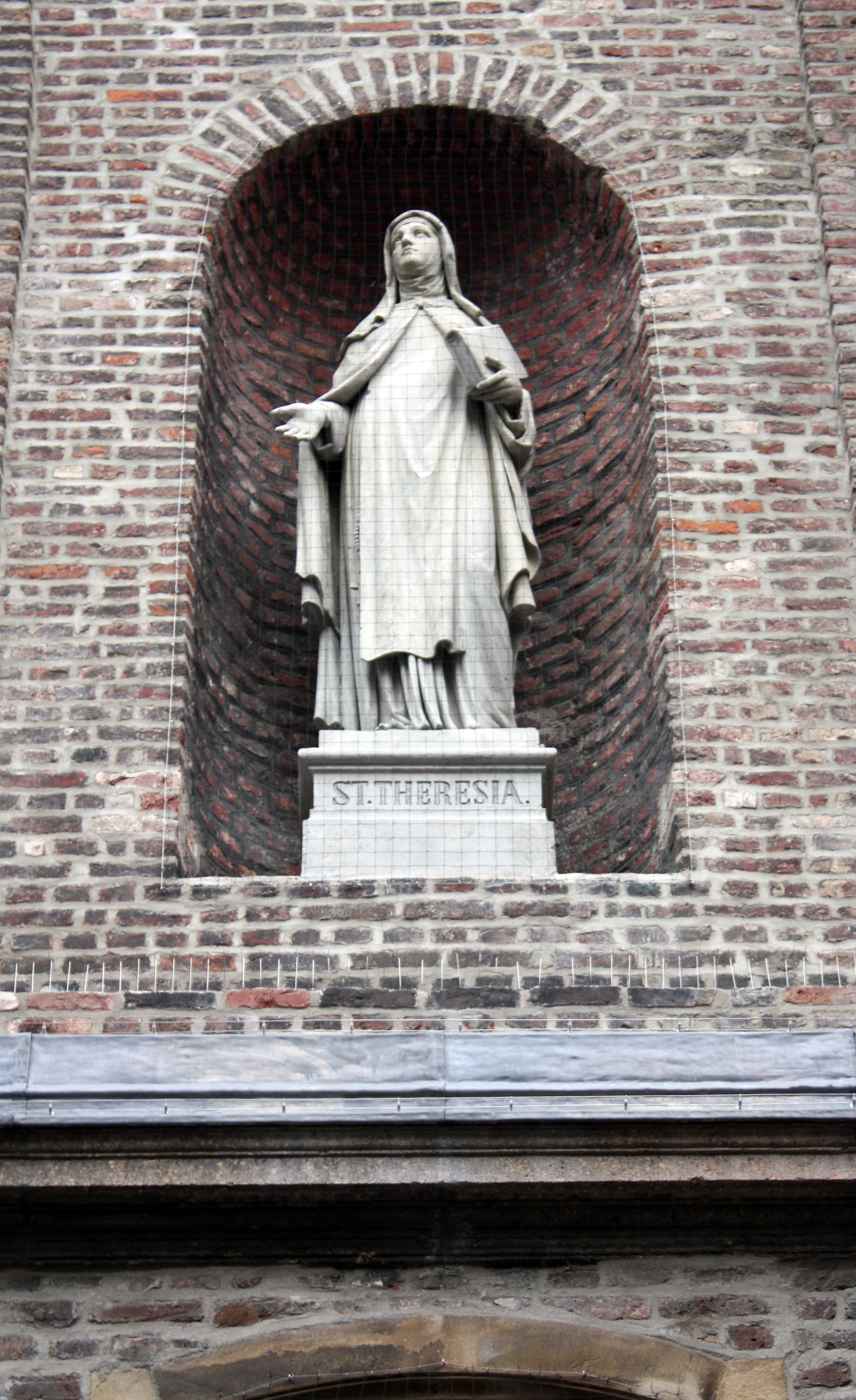
Skulptur der hl. Teresa von Ávila

Trotz der weitgehenden Kriegszerstörungen gelang es, das barocke Bauwerk in seinen alten Maßen wieder auferstehen zu lassen. Unwiederbringlich verloren sind dagegen viele der kostbaren Ausstattungsstücke. Ersatzweise konnten in der Nachkriegszeit einzelne zum Stil der Kirche passende Stücke beschafft werden.
Außerhalb der Gottesdienste steht für Besucher der vordere Eingangsbereich von Kirche und Kapelle tagsüber ununterbrochen offen.

### Ausstattung

#### Altäre
Die Kirche war ehemals mit einem Haupt- und zwei Seitenaltären ausgestattet. Der Hauptaltar war 1715 zugleich mit der anfänglich unter dem Patronat des heiligen Josef stehenden Kirche geweiht worden. Der hölzerne marmoriert bemalte Aufbau trug neben mannigfachen Schnitzereien auch das Allianzwappen seiner Stifter. Es war das Wappen des kurpfälzischen Rates Hermann Joseph von Weipeler und seiner Gemahlin. Die ebenfalls mit reichem Schnitzwerk versehenen Seitenaltäre waren den Heiligen Anna und Theresia geweiht. Die Altäre, deren kunstvolle Arbeiten dem Kölner Bildhauer Johann Joseph Imhoff (der Ältere) zugeordnet werden, ließ man 1842 von „überflüssigem Schnitzwerk“ befreien. Der heutige Hochaltar stammt aus der alten in der Franzosenzeit niedergelegten „Makkabäerkirche“ und gelangte nach einem zwischenzeitlichen Standort in der Kölner Kirche St. Andreas im Jahr 1963 in die Kirche der „schwarzen Muttergottes“. Der Altar, wie auch die vor ihm im Halbrund aufgestellte Kommunionbank, sind aus Eichenholz geschnitzte Kunstwerke. Sie sind, ebenso wie einige der im Krieg verbrannten Kunstwerke der Kirche, Arbeiten des kurfürstlichen Hofbildhauers Johann Franz van Helmont und des Johannes van Damm aus dem ersten Drittel des 18. Jahrhunderts.

#### Beichtstühle
Die Kirche besaß ehemals zwei barocke Beichtstühle, die mit gediegenen Schnitzereien versehen waren. Sie waren wahrscheinlich ebenfalls Arbeiten Helmonts, wie die in der Holzverkleidung der Kapellenwände. In schmückenden Medaillons, die überwiegend Figuren oder Szenen der Heilsgeschichte darstellten, war auch das Wappen des Stifters eingearbeitet. Es handelte sich um Max Heinrich von Geyr, einen Domherren in Köln. Der heutige Beichtstuhl gehörte zum Inventar der im Krieg zerstörten Kirche St. Kolumba.

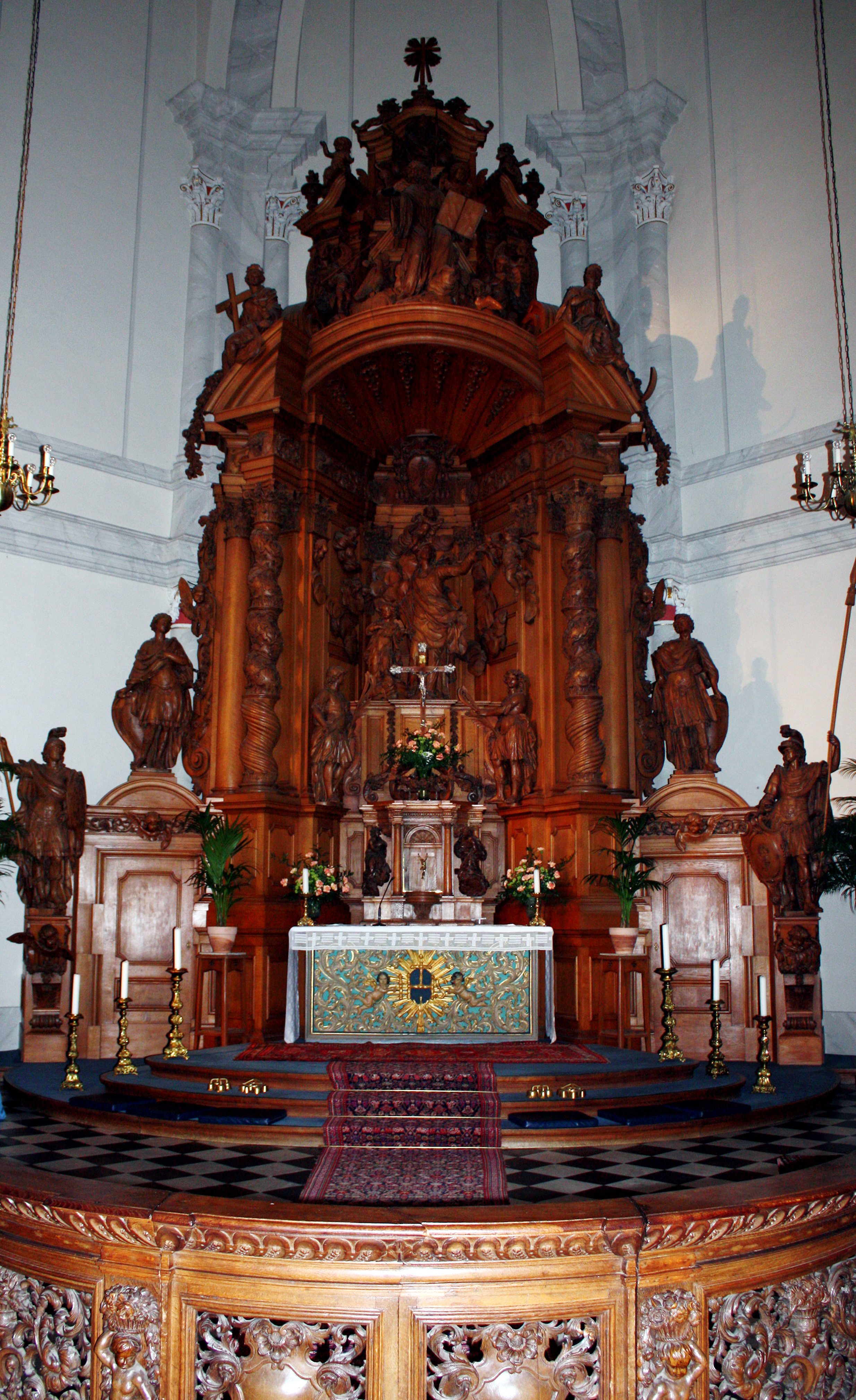
Altar und Kommunionbank um 1717
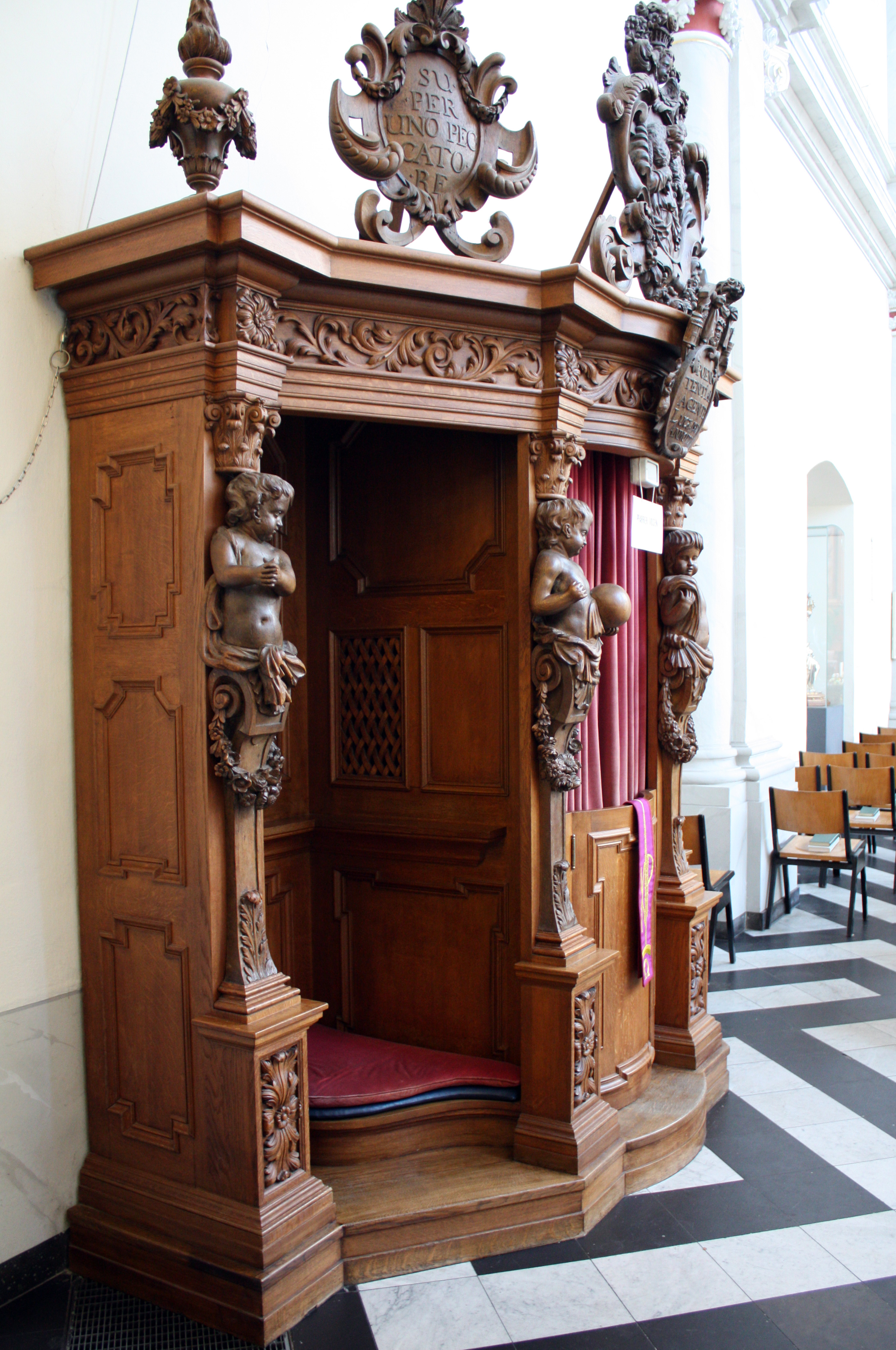
Barocker Beichtstuhl aus St. Kolumba
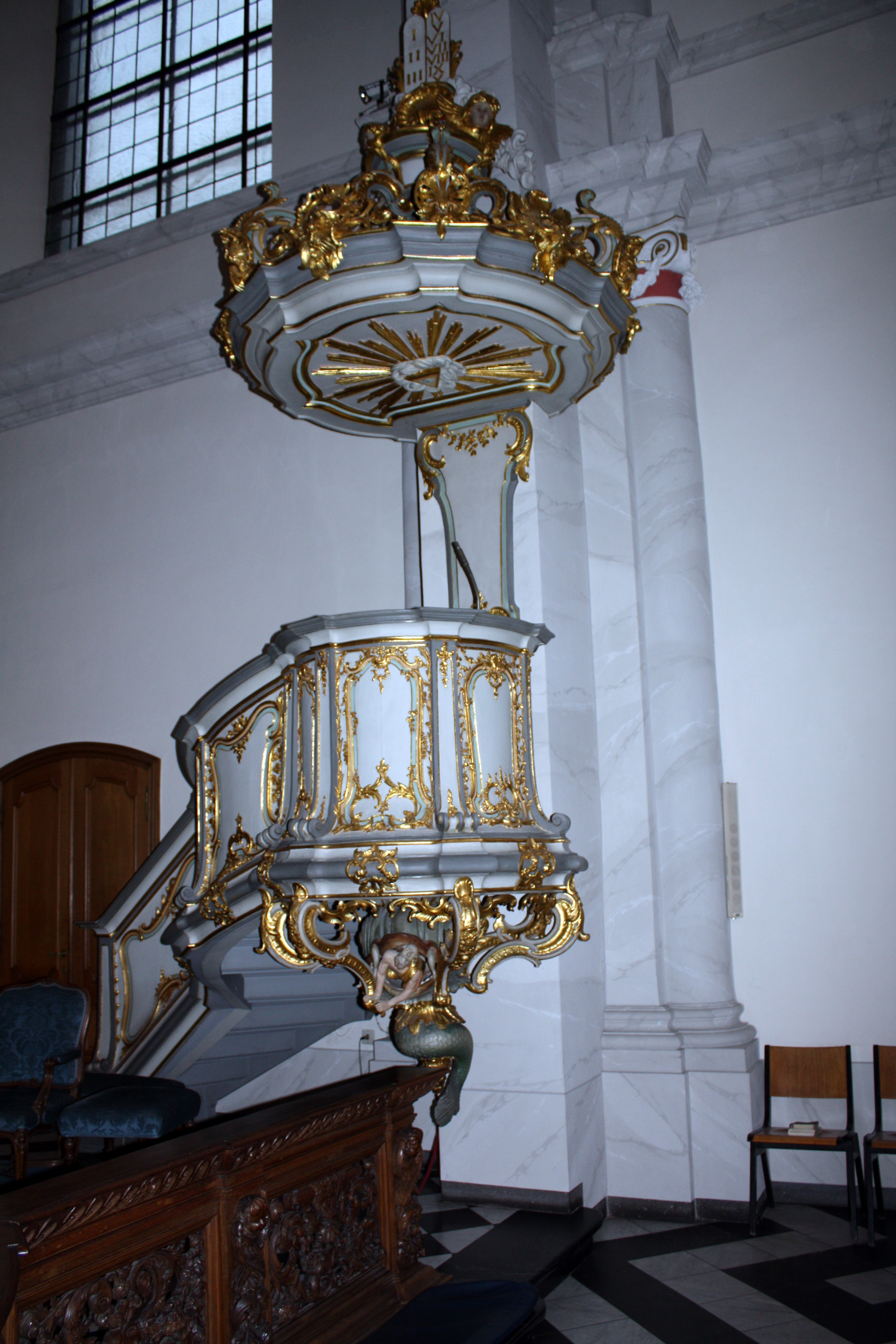
Rokokokanzel um 1750
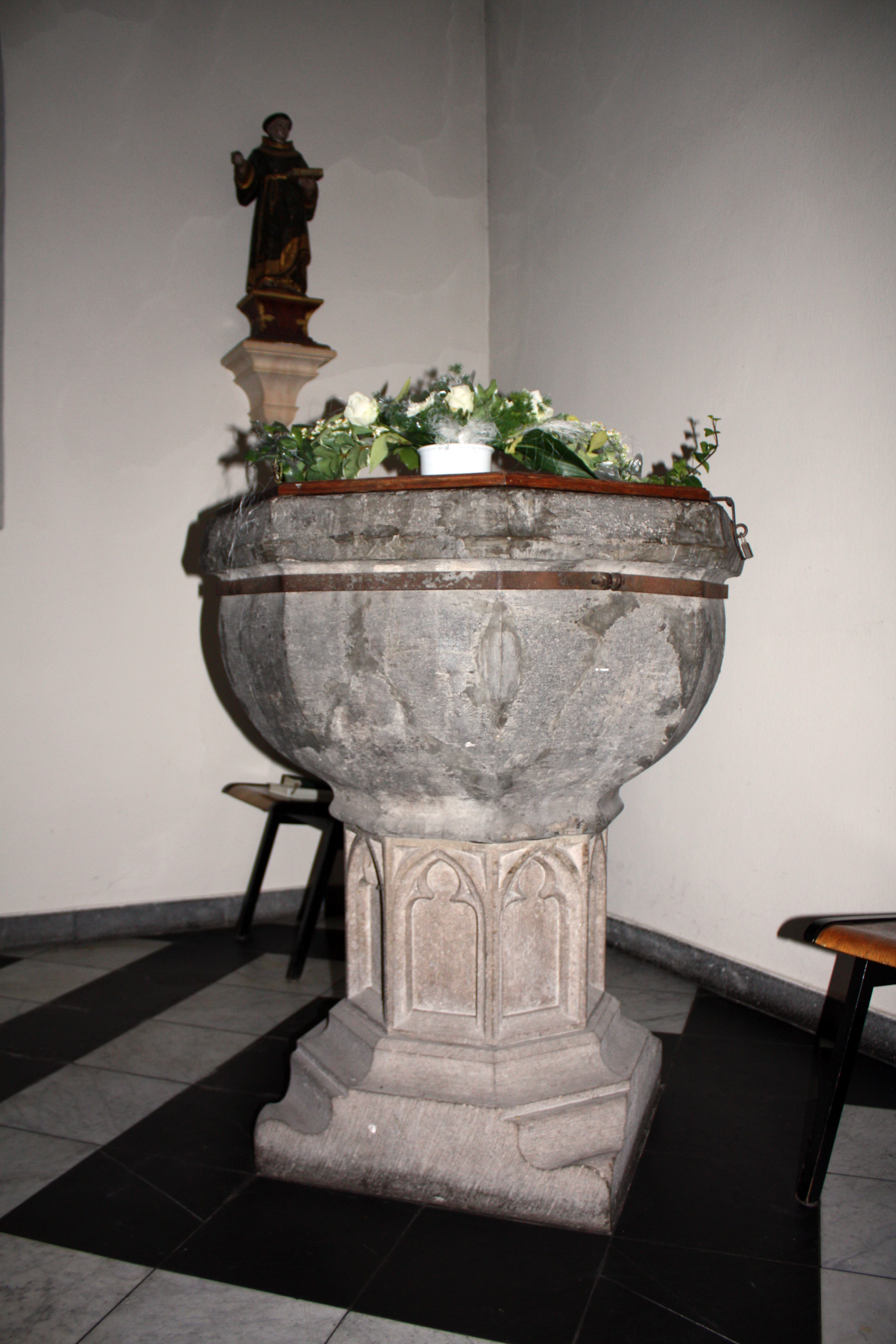
Taufstein aus St. Maria im Pesch

#### Fensterverglasung
In den heute farblosen Fenstern der Kirche befanden sich ehemals Glasmalereien, deren Inschriften die Jahreszahl 1709 trugen. Betrachtet man das Mauerwerk des Chorbereichs, so ist deutlich der Rundbogen eines Fensters zu erkennen. Hier fehlen jedoch weitere Angaben.

#### Kanzel
Die Kanzel, im Stil des Rokoko geschaffen, stammt ebenfalls aus der St.-Andreas-Kirche. Sie wurde um 1750 gefertigt.

#### Taufstein
Der kelchförmige Taufstein der Kirche hat eine Höhe von 108 cm. Die glatte, mit einem schlichten Randprofil versehene Schale ruht auf einem achteckigen, mit gotischer Ornamentik verzierten Sockel, der seinen Halt auf einer quadratischen, an den Ecken verzierten Basisplatte findet. Die Herkunft des Taufsteines wird der 1843 abgebrochenen neugotischen Kirche St. Maria im Pesch zugeordnet.
Wandtresor zur Aufbewahrung der Hl. Öle
In der Sakristei der Kirche befindet sich ein relieferter Wandtresor für die Aufbewahrung der Hl. Öle von Klaus Balke. Der Kölner Künstler war an der Gestaltung der Sakristei nach dem Wiederaufbau beteiligt und schuf 1963 die Tresortür.

### Orgel

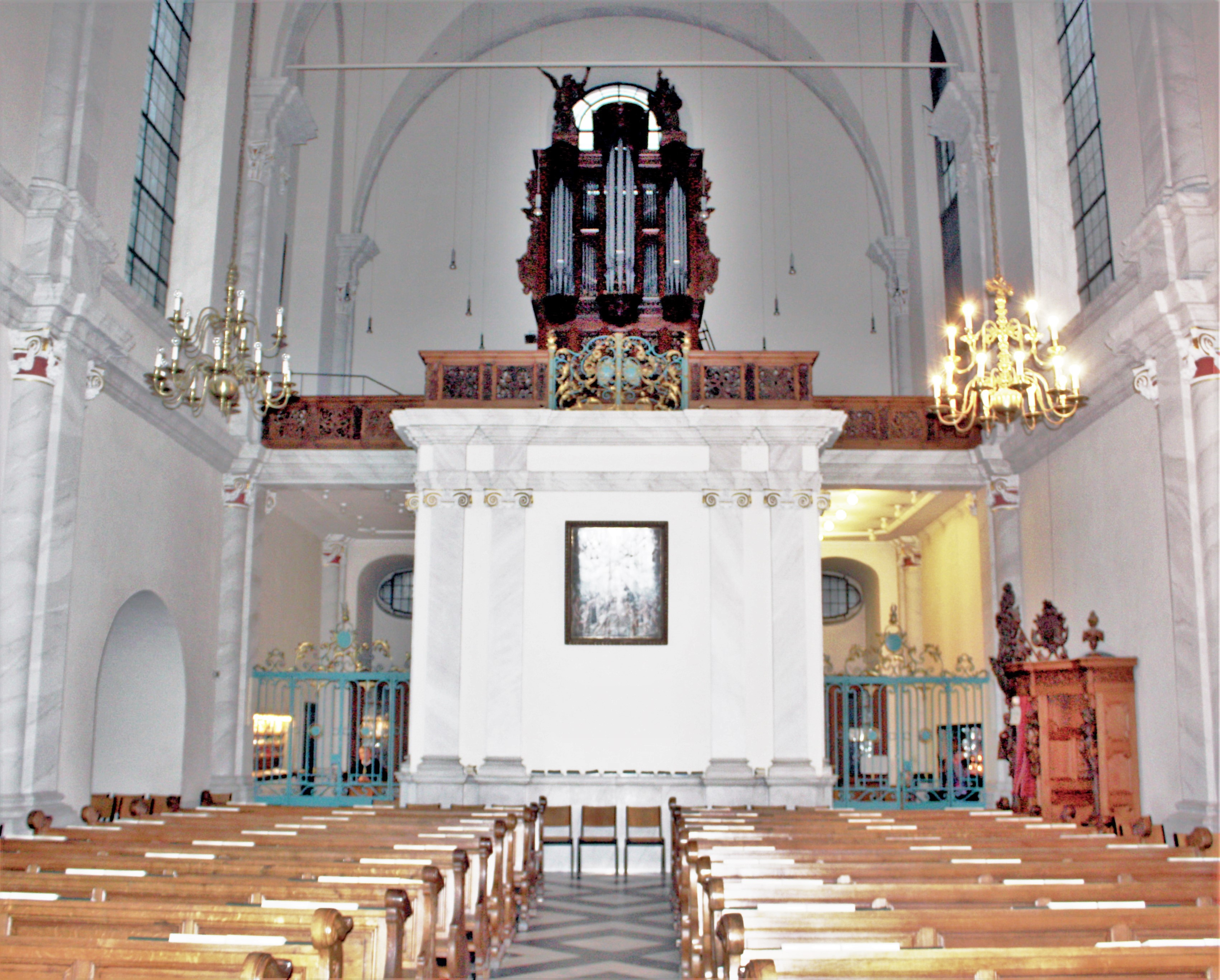
Blick zur Seifert-Orgel

1967 erbaute Romanus Seifert (Kevelaer) eine neue mechanische Orgel mit zunächst 23 Registern auf 2 Manualen und Pedal. Die Orgel wurde 1994 durch die Erbauerfirma um ein Schwellwerk erweitert. Das Instrument hat heute 42 Register, verfügt über eine mechanische Spiel- und eine elektrische Registertraktur sowie eine elektronische Setzeranlage.
| I Hauptwerk C–a3 |                  |     |
| 01.              | Bordun           | 16′ |
| 02.              | Prinzipal        | 08′ |
| 03.              | Rohrflöte        | 08′ |
| 04.              | Octav            | 04′ |
| 05.              | Gedacktflöte     | 04′ |
| 06.              | Superoctav       | 02′ |
| 07.              | Sesquialter II 0 |     |
| 08.              | Mixtur IV–VI     |     |
| 09.              | Trompete         | 08′ |
| 10.              | Clarine          | 04′ |
|                  | Tremulant        |     |
|                  | Glockenspiel     |     |

| II Schwellwerk C–a3 |                      |         |
| 11.                 | Geigenprinzipal      | 08′     |
| 12.                 | Bordun               | 08′     |
| 13.                 | Salicet              | 08′     |
| 14.                 | Voix celeste         | 08′     |
| 15.                 | Flute octaviante     | 04′     |
| 16.                 | Nazard               | 02 ⁄3′  |
| 17.                 | Octavin              | 02′     |
| 18.                 | Terz                 | 01 3⁄5′ |
| 19.                 | Octävlein            | 01′     |
| 20.                 | Fourniture III–IV    |         |
| 21.                 | Basson               | 16′     |
| 22.                 | Trompette harmonique | 08′     |
| 23.                 | Hautbois             | 08′     |
| 24.                 | Krummhorn            | 08′     |
|                     | Tremulant            |         |

| III Brustwerk C–a3 |              |       |
| 25.                | Holzgedack   | 8′    |
| 26.                | Quintade     | 8′    |
| 27.                | Prinzipal    | 4′    |
| 28.                | Koppelflöte  | 4′    |
| 29.                | Flachflöte   | 2′    |
| 30.                | Quinte       | 1 ⁄3′ |
| 31.                | Scharff IV   |       |
| 32.                | Vox humana 0 | 8′    |
|                    | Tremulant    |       |

| Pedalwerk C–f1 |                  |     |
| 33.            | Untersatz        | 32′ |
| 34.            | Prinzipalbaß     | 16′ |
| 35.            | Subbaß           | 16′ |
| 36.            | Octavbaß         | 08′ |
| 37.            | Gedacktbaß       | 08′ |
| 38.            | Holzoctav        | 04′ |
| 39.            | Flöte            | 04′ |
| 40.            | Rauschwerk III 0 | 02′ |
| 41.            | Posaune          | 16′ |
| 42.            | Trompete         | 04′ |

- Koppeln: II/I, III/I, I/II, III/II I/P, II/P, III/P.

### Glocken im Treppenturm
In der Glockenstube des Treppenturmes hängt ein Geläut aus fünf Glocken, die 1953 und 1974 von der Glockengießerei Petit & Gebr. Edelbrock gegossen wurden:
| Nr. | Name        | Gussjahr | Durchmesser (mm) | Gewicht (kg) | Schlagton (16tel) | Inschrift |
| 1   | Werner      | 1974     | 1020             | 660          | g1 –2             | + S. W E R N E R - ORA PRO NOBIS FULGET CRUCIS MYSTERIUM 1974 (Hl. Werner, bitte für uns. Es leuchtet das Mysterium des Kreuzes.) |
| 2   | Maria       | 1953     | 905              | 451          | a1 –3             | + MATER MISERICORDIAE O.P.N. A.D. 1953 (Mutter der Barmherzigkeit, bitte für uns. Im Jahr des Herrn 1953)                         |
| 3   | Josef       | 1953     | 755              | 257          | c2 –1             | + S. JOSEF TUERE NOS A.D. 1953 (Hl. Joseph schütze uns, im Jahr des Herrn 1953)                                                   |
| 4   | Helena      | 1953     | 661              | 150          | d2 –1             | + S. HELENA O.P.N. A.D. 1953 (Hl. Helena, bitte für uns. Im Jahr des Herrn 1953)                                                  |
| 5   | Schutzengel | 1953     | 544              | 90           | f2 –2             | + ANGELI CUSTODES CUSTODITE NOS A.D. 1953 (+ Schutzengel schützt uns. Im Jahr des Herrn 1953)                                     |

### Carillon im Dachreiter
Ein durch Spenden finanziertes Carillon aus 38 Bronzeglocken (c2, d2, e2 chromatisch bis d5) wurde von der niederländischen Firma Royal Eijsbouts hergestellt und in die untere Laterne des Dachreiters eingebaut. Das am 7. Februar 2010 eingeweihte Instrument lässt sich nicht nur automatisch, sondern auch traditionell über einen Stockklavier spielen.

## Der Freinsheimer Klosterhof

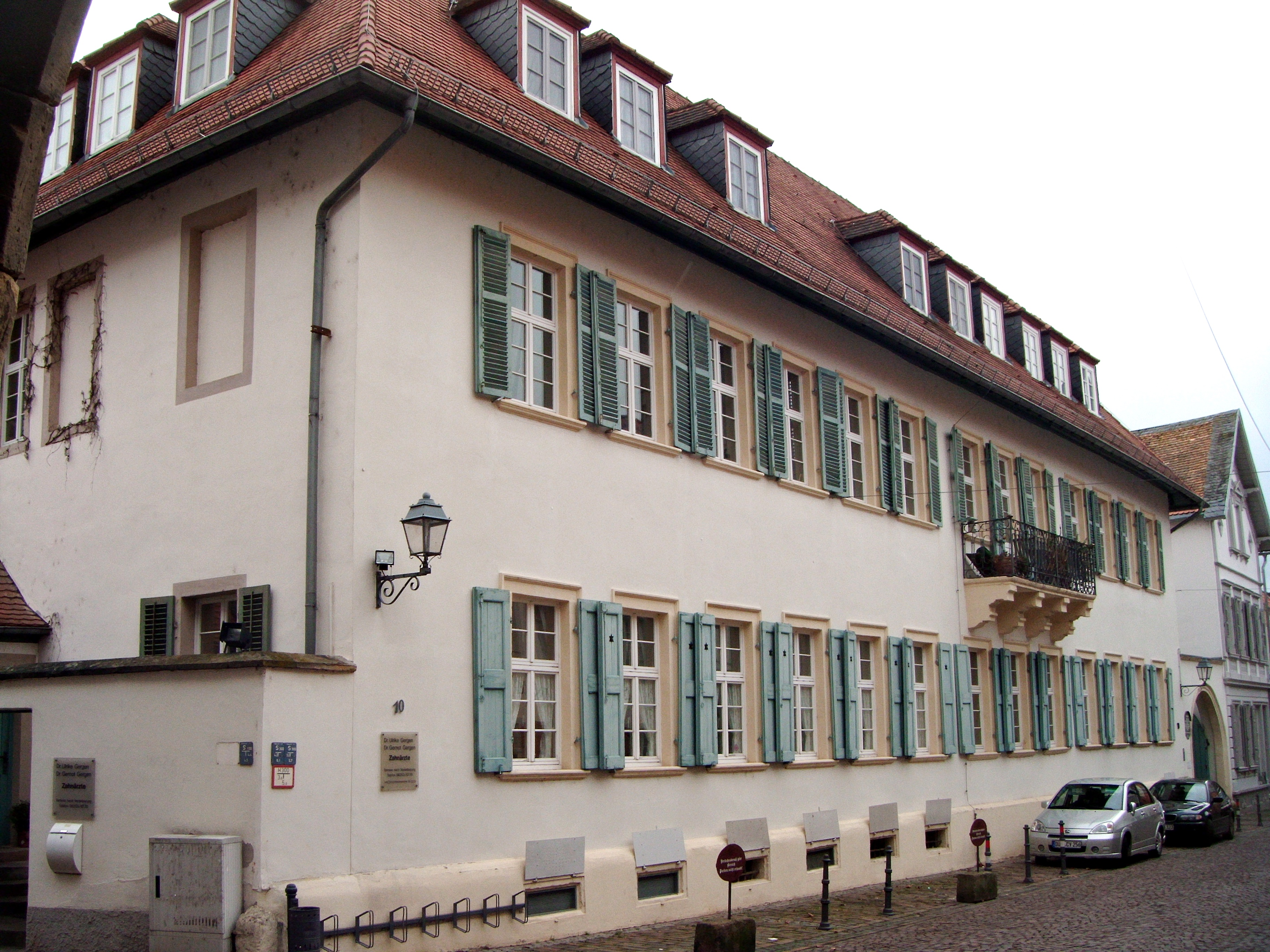
Freinsheim, Herrenstraße 10, Schlossgut der Nonnen, heute Retzerhaus

1724, in seinem Todesjahr, vermachte der kurpfälzische General und Heidelberger Oberamtmann Johann Wilhelm von Efferen dem Kölner Karmelitinnenkloster St. Maria in der Kupfergasse ein Landgut in Freinsheim, damit man einen Filialkonvent in Heidelberg errichten könne; zusätzlich sollten mit dem Besitz Kosten und Mitgift zum Eintritt von 4 armen Novizinnen gedeckt werden. Hintergrund der Schenkung an das weit entfernte Kölner Kloster war die Tatsache, dass dort seit 1713 Maria Anna Amalia Auguste von Pfalz-Sulzbach (1693–1762), die Schwester des damaligen kurpfälzer Thronprätendenten Joseph Karl von Pfalz-Sulzbach als Nonne lebte, die General Efferen auch um Entsendung einer Priorin bat. Nach seinem Tod wurde das Projekt eines Heidelberger Filial-Klosters wegen Weigerung der Regierung nicht verwirklicht. Die Kölner Nonnen erbten jedoch das große Gut in Freinsheim, dessen Hauptgebäude das schlossartige Retzerhaus war (Freinsheim, Herrenstraße 10). Dieser Umstand wurde von großer Bedeutung für die Katholiken des pfälzischen Ortes, die seit der Reformation keine eigene Kirche und keinen Pfarrer mehr besaßen. Aus Köln entsandte man 1728 den Priester Johann Jacob Creuzberg als Gutsverwalter dorthin und die Karmelitinnen ließen in ihrem neuen Haus den „großen unteren Saal“ als katholische Kirche einrichten. Mit Einverständnis des zuständigen Wormser Bischofs übte der aus Köln stammende Geistliche in Freinsheim bis 1745 die reguläre Seelsorge aus, nach seinem Weggang konnte wieder eine Pfarrei gegründet werden. Der Gutshof der Kölner Nonnen diente weiterhin als katholische Kirche der Gemeinde, bis 1771–1773 eine neue gebaut wurde.